# Астор П'яццола
А́стор П'яццо́лла (ісп. Ástor Piazzolla; 11 березня 1921 — 4 липня 1992) — аргентинський композитор, виконавець на бандонеоні, відомий на батьківщині як «Великий Астор» («El Gran Ástor»).

## Біографія
Народився 11 березня 1921 року в місті Мар-дель-Плата у родині Вісенте П'яццоли і Асунти Манетті. Його батьки народилися в Мар-дель-Платі у родинах емігрантів з Італії. Дитинство провів у Нью-Йорку, де захопився джазовою музикою і спробував себе в кінематографі. 1937 року повернувся до Аргентини, де грав у нічних клубах, 1946 року створює свій перший власний музичний колектив — «Астор П'яццолла і його характерний оркестр». У цей час П'яццолла захоплюється акордеоном, намагаючись перетворити його на сольний інструмент.
За порадою А. Хінастери, у якого П'яццолла брав уроки, 1953 року він подав свою «Буенос-Айреську симфонію» на композиторський конкурс. Як премію П'яццолла отримав стипендію на навчання у Парижі, де він вчився у композиторки Надії Буланже, яка скерувала його увагу на музику танго.
Після закінчення навчання П'яццолла навперемінки жив у Буенос-Айресі та Нью-Йорку, давав концерти, записував платівки й кілька разів робив турне по Аргентині, Бразилії та США. Міжнародне визнання П'яццолла здобув на початку 1980-х, виступаючи з квінтетом Tango Nuevo, заснованим 1976 року. З цим колективом він концертував до 1989 року, пізніше ж сконцентрувався на сольних виступах з оркестром. 1990 року кар'єра П'яццолли обірвалася через інсульт, за два роки музикант помер у Буенос-Айресі.

## Творчість
Астор П'яццолла — один із небагатьох композиторів, що зміг записати й виконати на концертах майже всі свої твори. В останні 10 років свого життя композитор склав понад 300 танго, 50 мелодій до кінофільмів, серед яких такі фільми як «Піраньї» (Луїс Берланга), «Генріх IV» (Марко Беллокйо), «Світло» (Жанна Моро), «Армагедон» (Ален Жесуа), «Південь» і «Посилання Гарделя» (Фернандо Соланас), а також музику до театральних вистав і балетів. В Італії журі премії критиків одностайно нагородило П'яццоллу Першою премією за Найкращий диск інструментальної музики, відзначивши у своєму рішенні: «За сміливість композицій і за разючу творчість у створенні аранжувань, що надають танго нового звучання». У лютому 1993 року в Лос-Анджелесі Астор П'яццолла був номінований на премію Греммі 1992 року за твір «Oblivion» в категорії «Найкраща інструментальна композиція».

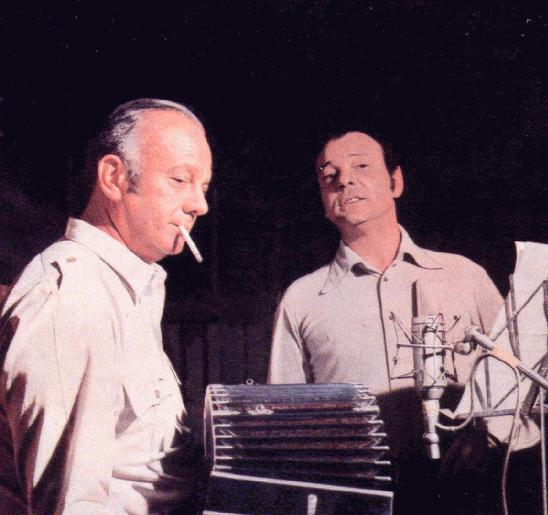
П'яццола і Орасіо Феррер, 1970

Новаторством Астора П'яццолли вважається винайдення «нового танго» (ісп. nuevo tango), що відрізняється від традиційного включенням елементів джазу, використанням багатшої гармонії, дисонансів та контрапункту, а також складніших музичних форм. На думку психоаналітика Карлоса Кюрі, поєднання П'яццоллою танго з іншими впізнаваними елементами західних музичних культур було настільки успішним, що породило новий індивідуальний стиль, що вийшов за межі цих впливів. Чітко виділити стилістичні джерела при такій індивідуалізації стилю вже стає неможливим.
Наприклад, пасакальна техніка обертового басу і гармонічних секвенцій, що була винайдена і широко використовувалася в бароковій музиці XVII—XVIII столітті, яка також є центральною ідеєю в джазі («блукаючий бас») панує в більшості композицій П'яццолли. Іншим зверненням до барокової епохи є доволі складний і віртуозний контрапункт, що іноді слідує логіці фуги, але частіше просто зберігає можливість кожному з виконавців заявити свою лінію. Інша техніка, що є втіленням демократичного права музикантів продемонструвати себе є імпровізація, що походить від джазової концепції, проте в музиці П'яццолли імпровізація заснована на ритміці й інтонаційному словнику звучання танго.
Починаючи з п'єси «Adiós Nonino», написаної 1959 року, П'яццолла розробляє стандартну структуру своїх майбутніх композицій, що виглядає як швидко-повільно-швидко-повільно-кода, де швидкі частини підкреслюють чіткий ритм танго і терпкі, кутасті мелодійні звороти, а повільні частини звичайно дають простір для ліричних сольних імпровізацій П'яццолли на бандонеоні на фоні звучання групи струнних.
Улюбленим виконавським складом П'яццолли був квінтет у складі — бандонеон, скрипка, фортепіано, електрогітара та контрабас. Фортепіано використовується як ударний інструмент, що виконує ритмічну функцію, тоді як електрогітара або також виконує цю функцію, або витіває філігранні імпровізації; партія контрабаса створює потужну гармонічну основу звучання всього ансамблю. Бандонеон у складі квінтету часто виконував сольну партію. У такому складі квінтету виконувався твір «Пори року в Буенос-Айресі» — цикл з чотирьох танго-композицій, які Астор П'яццола написав у 1965—1970 роках.
Успішність аранжувань для такого складу частково пояснюється ефективним розподілом звучання в ансамблі — ансамбль покриває або імітує майже всю тембральну палітру симфонічного оркестру, включно з ударними інструментами, які могли імпровізуватись виконавцями ударами по корпусах своїх інструментів, а також яскравою індивідуальністю кожного з учасників ансамблю. Для стилю, що сприймається одночасно шаленим і заплутаним, подібна концепція розширювала властиві композиторські риси.
Хоча аранжування для квінтету і форма ABABC превалює в творчості П'яццолли, композитор послідовно експериментував і з іншими музичними формами та виконавськими складами. Так, 1965 року вийшов альбом у співробітництві з Жоржем Луї Борже, де музика набуває авангардних рис, використано елементи додекафонії, вільні немелодичні імпровізації усіх інструментів та модальна гармонія. 1968 року П'яццолла написав оперету «María de Buenos Aires» для ширшого інструментального складу включно з флейтою, ударними, струнною групою і трьома вокалістами, і як стильове зіставлення включив декілька номерів, написаних у вальсовій або шарманковій манері у сцені в барі навпроти Касабланки з піаністом-оповідачем.

## Дискографія
- Two Argentinians in Paris (with Lalo Schifrin, 1955)
- Sinfonía de Tango (Orquesta de Cuerdas, 1955)
- Adiós Nonino (1960)
- Piazzolla Interpreta A Piazzolla (Quinteto, 1961)
- Piazzolla … O No? (canta Nelly Vazquez, Quinteto, 1961)
- Nuestro Tiempo (canta Hector de Rosas, Quinteto, 1962)
- Tango Contemporáneo (Nuevo Octeto, 1963)
- Tango Para Una Cuidad (canta Héctor De Rosas, Quinteto, 1963)
- Concierto en el Philharmonic Hall de New York (Quinteto, 1965)
- El Tango. Jorge Luis Borges — Ástor Piazzolla (Orquesta and Quinteto, 1965)
- La Guardia Vieja (1966)
- La Historia del Tango. La Guardia Vieja (Orquesta, 1967)
- La Historia del Tango. Época Romántica (Orquesta, 1967)
- ION Studios (1968)
- María de Buenos Aires (Orquesta, 1968)
- Piazzolla En El Regina (Quinteto, 1970)
- Original Tangos from Argentina Vol. 1 & 2 (solo bandeneon, 1970)
- Pulsación (Orquesta, 1970)
- Piazzolla-Troilo (Dúo de Bandoneones, 1970)
- Concerto Para Quinteto (Quinteto, 1971)
- La Bicicleta Blanca, (Amelita Baltar y Orquesta, 1971)
- En Persona (recita Horacio Ferrer, Ástor Piazzolla, 1971)
- Música Popular Contemporánea de la Ciudad de Buenos Aires. Vol.1 & 2 (Conjunto 9, 1972)
- Roma (Conjunto 9, 1972)
- Libertango (Orquesta, 1974)
- Piazzolla and Amelita Baltar (1974)
- Summit (Reunión Cumbre) with Gerry Mulligan (Orquesta, 1974)
- Suite Troileana-Lumiere (Orquesta, 1975)
- Buenos Aires (1976)
- Il Pleut Sur Santiago (Orquesta, 1976)
- Piazzolla & El Conjunto Electrónico (Conjunto Electrónico, 1976)
- Piazzolla en el Olimpia de Paris (Conjunto Electrónico, 1977)
- Lo Que Vendrá (Orquesta de Cuerdas and Quinteto Nuevo Tiempo, 1979)
- Piazzolla-Goyeneche En Vivo, Teatro Regina (Quinteto Tango Nuevo, 1982)
- Oblivion (Orquesta, 1982)
- Suite Punta Del Este (Quinteto, 1982)
- Live in Lugano (Quinteto, 1983)
- Concierto de Nácar (1983)
- SWF Rundfunkorchester (1983)
- Piazzolla en el Colón (Conjunto 9 y Orquesta Filarmónica del Teatro Colón, 1983)
- Live in Colonia (Quinteto Tango Nuevo, 1984)
- Montreal Jazz Festival (Quinteto Tango Nuevo, 1984)
- Live in Wien Vol.1 (Quinteto Tango Nuevo, 1984)
- Enrico IV (sound track of film Enrico IV (film)Enrico IV, 1984)
- Green Studio (1984)
- Teatro Nazionale di Milano (1984)
- El Nuevo Tango. Piazzolla y Gary Burton (Quinteto, 1986)
- El Exilio de Gardel (soundtrack of film El Exilio de Gardel, Quinteto, 1986)
- Tango: Zero Hour (Quinteto Tango Nuevo, 1986)
- Central Park Concert (Quinteto, 1987)
- Concierto para Bandoneón — Tres Tangos with the Orchestra of St. Luke's, Lalo Schifrin (conductor), Princeton University (1987)
- Sur (soundtrack of film Sur, Quinteto, 1988)
- Luna. Live in Amsterdam (Quinteto Tango Nuevo, 1989)
- Lausanne Concert (Sexteto, 1989)
- Live at the BBC (1989)
- La Camorra (Quinteto Tango Nuevo, 1989)
- Hommage a Liege: Concierto para bandoneón y guitarra/Historia del Tango (1988) with Liège Philharmonic Orchestra conducted by Leo Brouwer. The concerto was performed by Piazzolla with Cacho Tirao, the Historia by Guy Lukowski and Marc Grawels.
- Bandoneón Sinfónico (1990)
- The Rough Dancer and the Cyclical Night (Tango apasionado) (1991)
- Five Tango Sensations (Ástor Piazzolla and Kronos Quartet, 1991)
- Original Tangos from Argentina (1992)
- Lausanne Concert(Sexteto, 1993)
- Central Park Concert 1987 (Quinteto, 1994)
- 57 Minutos con la Realidad (Sexteto, 1996)
- Tres Minutos con la Realidad (Sexteto, 1997)